# Berliet PSA
Unter der Typenbezeichnung Berliet PSA wurden vom französischen Kraftfahrzeughersteller Berliet in Lyon ab 1933 Fahrgestelle insbesondere für Omnibusse, aber auch sonstige Nutzfahrzeuge mit Tiefbettrahmen gebaut.

## Geschichte und Technik
Der Berliet PSA (S steht für surbaisse = tiefergelegt) war ursprünglich eine Abart des Berliet VDA mit Tiefbettrahmen. Sein Fahrgestell wurde speziell für den Schnelldienst entwickelt. Es gab von ihm mehrere Varianten.

### Berliet PSA
Der Berliet PSA war ein für 22 sitzende Personen ausgelegter Langhauber-Omnibus. Sein Radstand betrug 4,27 m, die Spur vorne 1,58 und hinten 1,65 m, die Länge 6,38 und die Breite 2,05 m. Es gab ihn in folgenden Motorvarianten:
| Typ   | Betriebserl. | Motor | Zyl. | Bohrg. | Hub | Hubr. | /min | CV    | PS    | Chassis | max. | Bem.,  |
|       | Mon./Jahr    | Typ   | Zahl | mm     | mm  | cm³   | max  | fisc. | reell | kg      | kg   | Quelle |
| ----- | ------------ | ----- | ---- | ------ | --- | ----- | ---- | ----- | ----- | ------- | ---- | ------ |
| PSA4  | 4.1933       | MDG   | 4    | 100    | 140 | 4398  | 1800 | 12    |       | 2100    | 5500 | [ 4 ]  |
| PSA6  | 8.1933       | MDFW  | 4    | 110    | 150 | 5702  | 1800 | 15    |       | 2260    | 5600 | [ 5 ]  |
| PSA16 | 5.1933       | MKX   | 4    | 90     | 130 | 3308  | 2000 | 16    |       | 1800    | 5300 | [ 6 ]  |
| PSA18 |              | MKO   | 4    | 100    | 130 | 4084  | 2000 | 18    |       |         |      | [ 7 ]  |

PSA4 und PSA6 hatten einen Diesel-, PSA16 und PSA18 einen Ottomotor.
Folgende Stückzahlen der einzelnen Varianten sind genannt:
| Baujahr | 1933 | 1934 | 1935 | 1936 | 1937 | 1938 | Summe |
| ------- | ---- | ---- | ---- | ---- | ---- | ---- | ----- |
| PSA4    | 27   | 1    | 1    |      |      |      | 29    |
| PSA6    | 12   | 29   | 57   | 39   | 56   | 7    | 200   |
| PSA16   | 24   | 24   | 13   |      |      |      | 61    |

Die Variante PSA18 (die ohnehin nur bei Puvilland erwähnt wird, nicht indessen in den Archivunterlagen von Berliet) ist danach nie in Serie gebaut worden.

### Berliet PSAC
Der Berliet PSAC war eine modernisierte Variante des PSA aus dem Jahr 1935. Er hatte – soweit überliefert – die gleichen Abmessungen wie der Berliet PSA, jedoch eine größere Breite (2,12 statt 2,05 m). Es gab ihn in folgenden Motorvarianten:
| Typ    | Betriebserl. | Motor | Zyl. | Bohrg. | Hub | Hubr. | /min | CV    | PS    | Chassis | max. | Bem.,  |
|        | Mon./Jahr    | Typ   | Zahl | mm     | mm  | cm³   | max  | fisc. | reell | kg      | kg   | Quelle |
| ------ | ------------ | ----- | ---- | ------ | --- | ----- | ---- | ----- | ----- | ------- | ---- | ------ |
| PSAC4  | 4.1936       | MDG   | 4    | 100    | 140 | 4398  | 1800 | 12    | 47    | 2270    | 5900 | [ 9 ]  |
| PSAC6  | 2.1934       | MDFW  | 4    | 110    | 150 | 5702  | 1800 | 15    |       | 2360    | 6200 | [ 10 ] |
| PSAC16 | 2.1934       | MKX   | 4    | 90     | 130 | 3308  | 2000 | 16    | 70    | 1980    | 5900 | [ 11 ] |
| PSAC17 | 10.1934      | MFL   | 4    | 100    | 140 | 4398  | 2000 | 17    |       | 2380    | 5900 | [ 12 ] |
| PSAC18 | 4.1935       | MKO   | 4    | 100    | 130 | 4084  | 2000 | 18    | 60    | 2200    | 5900 | [ 13 ] |
| PSAC66 | 9.1936       | MDL   | 6    | 100    | 140 | 6597  | 1800 | 18    |       | 2350    | 6200 | [ 14 ] |

Der Berliet PSAC66 hatte einen auf 4,42 m vergrößerten Radstand und eine auf 6,53 m vergrößerte Länge, wahrscheinlich, um den längeren Sechszylindermotor im Fahrgestell unterzubringen.
PSAC4, PSAC6 und PSAC66 hatten Diesel-, PSAC16, PSAC17 und PSAC18 Ottomotoren. Vom Beriet PSA16 gab es eine Sonderausführung für die Armee, bei dieser war der Motor des Typs MKX durch den auch im PSAC18 eingebauten Motor MKO ersetzt
Folgende Stückzahlen der einzelnen Varianten sind genannt:
| Baujahr | 1933 | 1934 | 1935 | 1936 | 1937 | 1938 | Summe |
| ------- | ---- | ---- | ---- | ---- | ---- | ---- | ----- |
| PSAC4   | 0    | 0    | 0    | 56   | 13   |      | 69    |
| PSAC18  | 0    | 0    | 7    | 1    | 1    |      | 9     |

Danach hat der PSAC4 ab 1936 den Berliet PSA in der Produktion abgelöst, statt des nie in Serie gebauten PSAC6 wurde der PSA6 weiter gebaut, ähnlich wurde der PSAC16 nie in Serie gebaut, sondern stattdessen der PSAC18. Vom PSAC66 gab es offenbar nur einen Prototyp.

### Berliet PSAE
Von dieser Variante gab es nur den Berliet PSAE6, der ein relativ hohes Gewicht (nacktes Chassis 3230 kg, maximales Gesamtgewicht 7100 kg), dagegen einen vergleichsweise kurzen Radstand von nur 3,63 m aufwies. Er hatte den gleichen 5,7-Liter-Dieselmotor des Typs MDFW wie der Berliet PSA6. Es blieb offenbar beim Bau eines Prototyps.

### Originalquellen
Eine Publikation, in der alle vor 1945 gebauten Berliet-Typen individuell abgehandelt wären, gibt es nicht. Neben der unten erwähnten Literatur wurde auf folgende in der Fondation Berliet verwahrte Originalunterlagen zurückgegriffen:
- "Fiches des Mines": Es handelt sich um die Unterlagen zur Erteilung einer allgemeinen Betriebserlaubnis, hierfür ist in Frankreich der "Inspecteur des mines" sachlich zuständig. Diese Unterlagen sind chronologisch geordnet und nummeriert. Nicht zu jedem Typ bzw. Variante gibt es entsprechende Unterlagen, teils, weil sie wohl als Untervarianten eines Typs verstanden wurden, für den eine gesonderte Erlaubnis nicht erforderlich war, teils wohl, weil diese Unterlagen im Laufe der letzten 100 Jahre verlorengegangen sind. Bei Militärtypen gibt es Hinweise, dass eine Betriebserlaubnis direkt durch militärische Dienststellen erfolgte, was entsprechende "fiches des mines" überflüssig machte. Die Quellenbezeichnung lautet: "Fiches No...."
- "Etat des véhicules utilitaires et autobus declares aux mines depuis 1920", eine 15-seitige Zusammenstellung vom 1. Dezember 1941, enthält insbesondere die reservierten Chassisnummernbänder, die jedoch vielfach nicht vollständig ausgeschöpft wurden, einige Typen bzw. Varianten werden nicht erwähnt, Quellenbezeichnung lautet: "Etat S..."
- "Nombre de véhicules construits de 1930 à 1942", siebenseitige Zusammenstellung der zwischen 1930 und 1942 gebauten Stückzahlen an Nutzfahrzeugen, erstellt wohl 1943, erste Seite teilweise irreparabel verderbt, teilweise werden mehrere Typen bzw. Varianten zusammengefasst, Quellenbezeichnung lautet: "Nombre S...."

### Sonstige Literatur
- Monique Chapelle: Berliet. 1. Auflage. EMCE, Saint-Chamond 2016, ISBN 978-2-35740-049-8.
- Christophe Puvilland: Berliet 1905–1978, toute la gamme omnibus, autocars, autobus et trolleybus. 1. Auflage. histoire&collections, Paris 2008, ISBN 978-2-35250-059-9.
- François Vauvillier: Tous les Berliet militaires 1914–1940, vol.1: les camions. histoire&collections, Paris 2019, ISBN 978-2-35250-496-2.